# Brian McGinn
Brian McGinn (ur. 10 grudnia 1984 w Stanfordzie) – amerykański reżyser filmowy.

## Życiorys
Debiutował jako reżyser w 2007 pracą nad krótkometrażowym filmem Llamas for Ken, którego był również producentem. W kolejnych latach wyreżyserował filmy, takie jak m.in.: Amanda Knox, The Record Breaker, Ferrell na boisku, a także m.in. serial Chef's Table

## Nominacje
- 2016: nominacja do nagrody Emmy w kategorii „Najlepszy serial dokumentalny lub oparty na faktach” za serial Chef's Table (2015)[4][3]
- 2017: nominacja do nagrody Emmy w kategorii „Najlepszy scenariusz programu dokumentalnego” za film Amanda Knox (2016)[4]
- 2017: nominacja do nagrody Emmy w kategorii „Najlepszy dokumentalny lub oparty na faktach program specjalny” za film Amanda Knox (2016)[4][3]
- 2017: nominacja do nagrody Roberta w kategorii „Najlepszy film dokumentalny” za film Amanda Knox (2016)[4][3]